# Obsjtina Levski
Obsjtina Levski (bulgariska: Община Левски) är en kommun i Bulgarien.   Den ligger i regionen Pleven, i den centrala delen av landet, 160 km nordost om huvudstaden Sofia.
Obsjtina Levski delas in i:
- Asenovtsi
- Asparuchovo
- Bălgarene
- Gradisjte
- Izgrev
- Kozar Belene
- Maltjika
- Obnova
- Stezjerovo
- Trăntjovitsa

Följande samhällen finns i Obsjtina Levski:
- Levski

Trakten runt Obsjtina Levski består till största delen av jordbruksmark. Runt Obsjtina Levski är det ganska tätbefolkat, med 58 invånare per kvadratkilometer.